# Roulette Records
La Roulette Records è stata una casa discografica statunitense, tra le principali del suo settore negli anni sessanta e settanta.

## Storia

### Anni cinquanta e sessanta

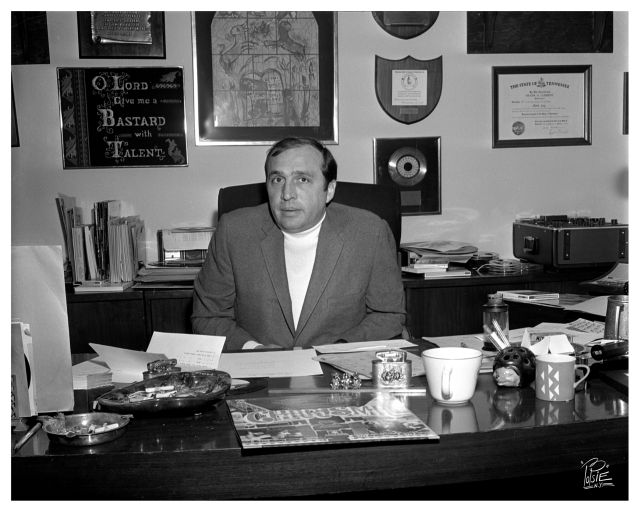
Morris Levy nel suo ufficio (1969)

La Roulette Records venne fondata a New York nel 1957 da George Goldner, Joe Kolsky, Phil Kahl e Morris Levy, che diresse l'etichetta con il pugno di ferro. Tra gli altri dipendenti della Roulette vi erano i produttori e cantautori Hugo Peretti e Luigi Creatore, che avevano il compito di occuparsi del controllo creativo. Negli anni sessanta i due diventeranno produttori freelance della RCA e fonderanno la Avco Records.
A partire dal 1958, l'etichetta pubblicava la musica della Roost Records. Sempre alla fine degli anni cinquanta, la Roulette pubblicò gli hit single di Buddy Knox, Jimmy Bowen, Playmates, Jimmie Rodgers, Ronnie Hawkins e Delicates più gli album di Pearl Bailey, Dinah Washington e Count Basie.
Nei primi anni sessanta, a causa dei numerosi debiti che aveva accumulato giocando d'azzardo, Goldner decise di vendere le sue etichette Tico, Rama, Gee, End e Gone a Levy, che decise di incorporarle alla Roulette. In questi anni, con l'imperversare del twist, la Roulette pubblicò dischi come Peppermint Twist (1961) di Joey Dee and the Starliters e il raro Twistin' Knights at the Roundtable (1962) di Bill Haley & His Comets. Tra gli album più redditizi licenziati dall'etichetta nuovaiorchese vi sono Two Faces Have I (1963) di Lou Christie e il singolo di debutto Easier Said Than Done (1963) degli Essex, una band composta da marine di Camp Lejeune. Anche la house band del Cafe Au Go Go di New York The Au Go Go Singers, della quale facevano parte Stephen Stills e Richie Furay, registrò i suoi dischi per la Roulette.
Nel Regno Unito i dischi della Roulette venivano emessi dalla Columbia, che era di proprietà della EMI. Nell'aprile del 1965, la rivista musicale britannica NME riferì che la Roulette aveva accettato di offrire uno show sponsorizzato alla stazione radiofonica pirata britannica Radio Caroline. Lo spettacolo radiofonico era condotto dal DJ Jack Spector durava un'ora, veniva mandato in onda cinque volte a settimana e registrato negli USA. Il contratto copriva un periodo di due anni e valeva oltre 10.000 sterline.

### Anni settanta
Nel 1971 la Roulette acquisì il catalogo della Jubilee Records.
Levy fu il principale finanziatore dell'etichetta rap Sugar Hill Records, fondata nel 1979 da Sylvia Robinson, suo marito Joe Robinson e Milton Malden. Nel 1979 la Sugar Hill pubblicò Rapper's Delight della Sugarhill Gang, il primo singolo rap entrato nella Top 40.
La Roulette si guadagnò una cattiva reputazione in quanto era presumibilmente gestita dalla malavita italoamericana e aveva legami con la famiglia Genovese di New York. Stando alle testimonianze di Tommy James degli Shondells, che erano stati contrattati dalla Roulette, la casa discografica avrebbe trattenuto circa tra i 30 e i 40 milioni di dollari di royalty dall'artista.

### Anni ottanta
Nel 1981 Henry Stone si rivolse a Levy per aiutare a prevenire la fine della TK Records. Insieme fondarono la Sunnyview Records, che faceva parte della Roulette. Nel 1986 Levy venne arrestato, processato e condannato per aver tentato di estorcere un informatore dell'FBI di nome John LaMonte, ma morì nel carcere di Ghent prima di riuscire a scontare la sua pena. Nel 1989 la Roulette Records chiuse i battenti nel 1989, quando venne venduta a un consorzio della EMI e della Rhino Records (quest'ultima verrà poi acquisita dal Warner Music Group). La Rhino controllava il catalogo pop della Roulette negli Stati Uniti, Canada e Messico, mentre la EMI deteneva il catalogo jazz dell'etichetta di New York in qualunque parte del mondo e si occupava di distribuire il catalogo di musica pop a livello internazionale. Dal 1989 la Rhino e la EMI iniziarono a emettere ingenti assegni di royalty a ex artisti della roulette. 

### Anni duemiladieci
A partire dal 2013 la Warner Music Group gode dei diritti sul catalogo Roulette a seguito dell'acquisizione dell'etichetta Parlophone della EMI. Fino al 2013 la EMI ristampò la musica dell'etichetta adottandone il nome. La Blue Note Records gestì il catalogo jazz della Roulette per la pubblicazione dei suoi dischi jazz.